# 磯辺下地町
磯辺下地町（いそべしたじちょう）は、愛知県豊橋市の地名。

## 地理
豊橋市南部に位置する。東は芦原町・松井町、西は駒形町・大山町、南は植田町に接する。

### 字一覧
- 古新田（こしんでん）[WEB 5]
- 小葭谷（こよしや）[WEB 5]
- 下地（したじ）[WEB 5]
- 島東（しまひがし）[WEB 5]
- 下沢（しもさわ）[WEB 5]
- 東坪（ひがしつぼ）[WEB 5]
- 南山崎（みなみやまざき）[WEB 5]
- 葭山（よしやま）[WEB 5]

### 学区
- 公立高等学校 - 三河学区
- 公立中学校 - 豊橋市立南陽中学校・豊橋市立本郷中学校[WEB 6]
- 公立小学校 - 豊橋市立磯辺小学校・豊橋市立芦原小学校[WEB 6]

## 歴史

### 町名の由来
海辺に近いことによる。

### 人口の変遷
国勢調査による人口および世帯数の推移。
| 1995年（平成7年）  | 49世帯 91人 |  |
| 2000年（平成12年） | 41世帯 79人 |  |
| 2005年（平成17年） | 37世帯 84人 |  |
| 2010年（平成22年） | 33世帯 75人 |  |
| 2015年（平成27年） | 17世帯 53人 |  |

### 沿革
- 1932年（昭和7年） - 高師村磯辺の一部により、豊橋市磯辺下地町が成立[2]。

## 交通
- 国道259号[1]

### WEB
1. ↑  “愛知県豊橋市の町丁・字一覧”.   人口統計ラボ. 2023年4月13日閲覧。
2. ↑  総務省統計局 (2017年1月27日). “平成27年国勢調査の調査結果(e-Stat) - 男女別人口及び世帯数 －町丁・字等” (CSV). 2021年7月21日閲覧。
3. ↑  “愛知県豊橋市の郵便番号一覧”.   日本郵便. 2023年4月13日閲覧。
4. ↑  “市外局番の一覧” (PDF).   総務省 (2022年3月1日). 2022年3月22日閲覧。
5. 1 2 3 4 5 6 7 8  “愛知県豊橋市 住所一覧から地図を検索”.   ONE COMPATH. 2023年8月17日閲覧。
6. 1 2  豊橋市教育委員会学校教育課学事グループ (2021年3月1日). “豊橋市小・中学校通学区域早見表” (PDF).   豊橋市. 2024年11月15日閲覧。
7. ↑  総務省統計局 (2014年3月28日). “平成7年国勢調査の調査結果(e-Stat) - 男女別人口及び世帯数 －町丁・字等” (CSV). 2021年7月20日閲覧。
8. ↑  総務省統計局 (2014年5月30日). “平成12年国勢調査の調査結果(e-Stat) - 男女別人口及び世帯数 －町丁・字等” (CSV). 2021年7月20日閲覧。
9. ↑  総務省統計局 (2014年6月27日). “平成17年国勢調査の調査結果(e-Stat) - 男女別人口及び世帯数 －町丁・字等” (CSV). 2021年7月21日閲覧。
10. ↑  総務省統計局 (2012年1月20日). “平成22年国勢調査の調査結果(e-Stat) - 男女別人口及び世帯数 －町丁・字等” (CSV). 2021年7月21日閲覧。
11. ↑  総務省統計局 (2017年1月27日). “平成27年国勢調査の調査結果(e-Stat) - 男女別人口及び世帯数 －町丁・字等” (CSV). 2021年7月21日閲覧。

### 書籍
1. 1 2 3  「角川日本地名大辞典」編纂委員会 1989, p. 1783.
2. 1 2  「角川日本地名大辞典」編纂委員会 1989, p. 151.